# ناحیه بالاشادیارمات
ناحیهٔ بالاشادیارمات (به مجاری: Balassagyarmati járás) یک ناحیه در مجارستان است که در نوگراد واقع شده‌است. ناحیهٔ بالاشادیارمات ۵۳۲٫۹۴ کیلومتر مربع مساحت و ۴۰٬۳۲۶ نفر جمعیت دارد.